# V604 Возничего
V604 Возничего (лат. V604 Aurigae) — одиночная переменная звезда в созвездии Возничего на расстоянии приблизительно 243 световых лет (около 74,5 парсеков) от Солнца. Видимая звёздная величина звезды — от +12,47m до +12,3m.

## Характеристики
V604 Возничего — оранжевая эруптивная неправильная переменная звезда (IB) спектрального класса K2IV. Радиус — около 0,67 солнечного, светимость — около 0,127 солнечной. Эффективная температура — около 4192 K.